# Babbo X
Babbo X (Dad'X) è un cartone animato prodotto da Carrere, TF1, D'Ocon Films e Videal nel 1995.
La serie, che si compone di 30 episodi da 22 minuti, è stata ideata da Stephanie Vernon ed Axelle Khave.
In Italia è stata trasmessa da Rai 2 nell'ambito del contenitore per bambini Go-Cart.

## Trama
Il cartone animato narra le vicende di Babbo X, ovvero Babbo Natale, che per portare regali ai bambini deve sfuggire alle trappole del cattivo Fragore.

## Personaggi
- Babbo X
- Fragore
- Aglagla
- Principessa
- Gouly
- Gadget
- Swamollo